# За межами Момбаси
За межами Момбаси (англ. Beyond Mombasa) — американсько-британський пригодницький фільм 1956 року.

## Сюжет
Американський мандрівник, Метт Кемпбелл, приїжджає в Східну Африку. Він сподівається знайти цінний урановий рудник, а також з'ясувати причини смерті свого брата.

## У ролях
| Актор            | Роль                |
| ---------------- | ------------------- |
| Корнел Вайлд     | Метт Кемпбелл       |
| Донна Рід        | Енн Вілсон          |
| Лео Дженн        | Ральф Хойт          |
| Рон Ренделл      | Еліот Гастінгс      |
| Крістофер Лі     | Джил Россі          |
| Ден Джексон      | Кетімі              |
| Едді Келверт     | трубач              |
| Варфоломій Скеч  | місцевий хазяїн     |
| Клайв Мортон     | розгніваний чоловік |
| Вірджинія Бедард | дружина туриста     |
| Едвард Джонсон   | Декалл              |
| Макдональд Парк  | турист              |
| Рой Пурселл      | Джордж Кемпбелл     |
| Джуліан Шерріер  | портьє              |